# Kirgisische Fußballnationalmannschaft (U-23-Männer)
Die kirgisische U-23-Fußballnationalmannschaft ist eine Auswahlmannschaft kirgisischer Fußballspieler. Sie untersteht dem kirgisischen Fußballverband FFKR und repräsentiert diesen international auf U-23-Ebene, etwa in Freundschaftsspielen gegen die Auswahlmannschaften anderer nationaler Verbände, bei U-23-Asienmeisterschaften sowie den Fußballturnieren der Olympischen Sommerspiele und der Asienspiele.
Bisher konnte sich die Mannschaft nicht für das olympische Fußballturnier oder die U-23-Asienmeisterschaft qualifizieren. An den Asienspielen nahm Kirgisistan viermal teil und schaffte es 2014 in das Achtelfinale.
Spielberechtigt sind Spieler, die ihr 23. Lebensjahr noch nicht vollendet haben und die kirgisische Staatsangehörigkeit besitzen.

## Bilanzen
| Olympische Spiele - 1992: Nicht teilgenommen - 1996 bis 2004: Nicht qualifiziert - 2008: Zurückgezogen - 2012 bis 2020: Nicht qualifiziert U-22-/23-Asienmeisterschaften - 2014 bis 2020: Nicht qualifiziert | Asienspiele - 2002: Nicht teilgenommen - 2006: Gruppenphase - 2010: Gruppenphase - 2014: Achtelfinale - 2018: Gruppenphase |